# Karl Appel (Politiker)
Karl Appel (* 28. Dezember 1892 in Wien; † 10. Jänner 1967 ebenda) war ein österreichischer Politiker (SPÖ).

## Ausbildung und Beruf
Karl Appel besuchte in Wien die Volksschule, das Schottengymnasium (wo er 1911 mit Auszeichnung maturierte) und die k.k. Exportakademie, wo er 1917 promovierte. 
Anschließend kam er als Konzeptspraktikant der k.k. Niederösterreichischen Statthalterei in die Bezirkshauptmannschaft Scheibbs. Dort war er Vorsitzender der Unterhaltsbezirkskommission und Obmann des Invalidenamtes. In der Ersten Republik wechselte er von Niederösterreich nach Wien, wo er Sekretär von Bürgermeister Karl Seitz wurde. Appel beantragte am 23. Mai 1938 die Aufnahme in die NSDAP und wurde rückwirkend zum 1. Mai desselben Jahres aufgenommen (Mitgliedsnummer 6.195.696). Da er eine Logenzugehörigkeit verschwiegen hatte, wurde er 1940 wieder ausgeschlossen. 1939 wurde er in den Ruhestand versetzt und nach dem Zweiten Weltkrieg von der Gemeinde Wien nicht wiederaufgenommen. 
1934 war er wegen einer politischen Freiheitsstrafe kurze Zeit in Haft. 

## Privat
Nach seinem Tod im Jahr 1967 wurde er auf dem Neustifter Friedhof beigesetzt.

## Politische Funktionen
- 1918–1919: Lokaler Arbeiterrat
- 1920: Bezirksvertrauensobmann der Sozialdemokratischen Partei
- 1928: Erster Obmannstellvertreter der Organisation sozialdemokratischer Angestellter der Stadt Wien
- 3. Mai 1932 – 17. Februar 1934: Abgeordneter zum Nationalrat (IV. Gesetzgebungsperiode)
- 1938: Stellvertretender Bezirkshauptmann in Döbling

## Sonstige Funktionen
- Blockleiter der NSDAP-Ortsgruppe Schottenviertel